# 利亚姆·施吕特
利亚姆·施吕特（英語：Liam Schluter，1999年1月11日—），澳大利亚男子游泳运动员。他曾代表澳大利亚参加2018年和2022年英联邦运动会游泳比赛，其中2018年英联邦运动会获得一枚银牌。